# エドアルド・パッツァーリ
エドアルド・パッツァーリ（Edoardo Pazzagli, 1989年4月11日 - ）はイタリア・トスカーナ州フィレンツェ出身のサッカー選手。ポジションはゴールキーパー。
クラブ下部組織からフィオレンティーナ一筋の生粋のジリアーティ（フィオレンティーナ所属選手の愛称）であった。クラブが破産し、多くの下部組織の選手が放出された中でも残留し、U-18イタリア代表に招集されるまで成長したフィレンツェ期待の逸材。同代表では、正GKを務めた。クラブ幹部が未来のバンディエラ（旗手）候補と期待していた。

## 経歴
2007年-2008年シーズン開幕時にクラブとプロ契約を交わし、トップカテゴリに登録された。
2012年、ロンドンオリンピックで不在になるGKガブリエウの穴を埋めるべくACミランへ移籍したが、1年ごとに下部クラブへレンタル移籍に出され、ミランでの出場はなかった。

## 所属クラブ
- フィオレンティーナ 1997-2007 ※下部組織
- フィオレンティーナ 2007-2010
  - ACプラート 2008-2009（期限付き移籍）
  - フィデーリス・アンドリア 2009-2010（期限付き移籍）
- ACプラート 2010-2011
- フィオレンティーナ 2011-2012
- ACミラン（イタリア） 2012-2015
  - SSDモンツァ1912 2012-2013（期限付き移籍）
  - アスコリ・ピッキオFC 1898 2013-2014（期限付き移籍）
  - USピストイエーゼ1921 2014-2015（期限付き移籍）
  - ASルッケーゼ・リベルタス1905 2015（期限付き移籍）
- ASDサンジョヴァネーゼ1927 2015
- USマッセーゼ1919 2016

この項目は、ウィキプロジェクト サッカー選手の「テンプレート」を使用しています。